# بورنئو ساب‌اوربیتالس
بورنئو ساب‌اوربیتالس (انگلیسی: Borneo SubOrbitals) شرکت هوافضای مالزیایی است، که در سال ۲۰۱۹ تأسیس شد.